# Jorge Mendes
Jorge Paulo Agostinho Mendes (Darque, Viana do Castelo, 7 de janeiro de 1966) é um representante português de futebol, fundador da empresa de gestão de carreiras de profissionais Gestifute no Porto em 1996. Ele é considerado um dos mais influentes agentes desportivos no mundo e seus clientes são Cristiano Ronaldo, Bernardo Silva, Bas Dost, Radamel Falcao, James Rodríguez, Ángel di María, Diego Costa, Renato Sanches, Ederson Moraes, João Félix e o técnico José Mourinho.[carece de fontes?] É relatado que as transferências de jogadores intermediado por Mendes, tem pelo menos um valor de mais de £ mil milhões e, portanto, é descrito como a figura mais poderosa do mundo dos agentes de jogadores.

## Vida
Cresceu em Lisboa, no bairro da Petrogal, empresa onde o pai era funcionário. A mãe, doméstica, faleceu em 2009, o mesmo ano em que perdeu o irmão mais velho.
O seu primeiro emprego com salário fixo surgiu quando tinha 18 anos. Trabalhou a fabricar e a embalar gelados. Mendes vendia chapéus, flutuadores e cestos de vime, feitos à mão pela mãe na praia da Fonte da Telha, perto da Costa de Caparica ou jogava futebol na equipa da Petrogal.
Aos 21 anos, foi jogar futebol, a médio esquerdo, para o Vianense, mas seis meses após sair de casa abriu um clube de vídeo em Viana do Castelo com a ajuda do irmão, que lhe emprestou mil contos (5 mil euros). Fanático por cinema, via um filme por noite, sendo fã incondicional de Robert de Niro, Sean Penn e Denzel Washington.
Ainda jogou no Caminha e no Lanhazes, equipa que jogava na II divisão, e resolveu fazer uma proposta aos dirigentes locais: jogava de borla, mas a publicidade estática, inexistente no clube, ficava para ele. A seguir foi gerir o Luzia-mar, complexo turístico de restaurantes, bares e discotecas. No Minho abriu ainda uma hamburgueria, altura em que pendurou de vez as chuteiras.
Também abriu uma casa nocturna em Caminha, onde conheceu o jogador que iria a ser o seu primeiro cliente, Nuno Espírito Santo.
Jorge Mendes é casado com Sandra Mendes, nascida no Porto e licenciada em Direito, é mãe de duas filhas, Bárbara e Beatriz, e de Jorge Mendes Júnior. Tem ainda duas filhas do seu primeiro casamento, com Fernanda Farinha, Catarina e Marisa. Contraíram o matrimónio a 2 de Agosto de 2015, na Igreja de São João Batista da Foz do Douro, seguindo-se a boda na Casa de Serralves. Ele fala português, inglês, espanhol, francês e italiano.[carece de fontes?]

### Negócios
O seu primeiro grande negócio que Mendes fechou como agente, foi em 1996 quando ele transferiu um dos seus amigos, o guarda-redes Nuno Espírito Santo, do Vitoria SC para jogar pelo Deportivo de La Coruña. Mendes reuniu-se com Nuno em um bar de Guimarães e se tornou seu agente. O acordo chamou a atenção de várias promessas portuguesas que aspiravam a jogar nas grandes ligas europeias, e de lá criou a agência Gestifute. A transferência de Hugo Viana ao Newcastle United por 12 milhões de euros em 2002, foi seu primeiro sucesso internacional.
Mendes começou a colaborar com outros agentes desportivos para expandir-se para o futebol britânico. Sua representação de jogadores de futebol portugueses coincidiu com uma das melhores épocas do futebol português, em termos de resultados, o que aumentou o interesse por esse mercado. Além da transferência de Viana, havia outros contratos como Nuno Capucho pelos Glasgow Rangers ou Cristiano Ronaldo, então um jovem promissor do Sporting Clube de  Portugal para o Manchester United. Só pelos negócios com o Manchester United Mendes recebeu cerca de 25 milhões de euros, segundo o jornal Daily Mail.
Em 2004, ele tornou-se o agente de José Mourinho, treinador que venceu a Liga dos Campeões da UEFA com o FC Porto naquele ano, selou sua transferência para o Chelsea FC e fazendo ele o treinador mais bem pago no mundo. Todos jogadores que Mourinho recrutou para Chelsea estavam representadas, incluindo Deco, Ricardo Carvalho, Paulo Ferreira, Tiago e Maniche por Mendes. Também acompanhou José Mourinho em sua transferência para a Inter de Milão, Real Madrid e o retorno ao Chelsea. O seu negocio mais rentável ate hoje foi a assinatura de Cristiano Ronaldo em 2009 pelo Real Madrid, no valor de mais de € 96 milhões.

### Acusações
O jornal britânico The Guardian publicou, em 22 de setembro de 2014, uma investigação sobre certas atividades por Jorge Mendes, ao lado do também ex-Manchester United e Chelsea CEO Peter Kenyon, contra os regulamentos da FIFA, no que diz respeito à propriedade de terceiros (participações com jogadores detidas por investidores) e, assim, devido um alegado conflito de interesse em representação do jogador, a compra de direitos do jogador através de empresas com sede em Jersey e na Irlanda. Seguiu-se outro relatório publicado em janeiro de 2014, sugerindo de que o Chelsea têm investido na posse de terceiros via Mendes e Kenyon, uma prática proibida pela Premier League. Chelsea recusou a comentar sobre as acusações. Em 23 de setembro de 2014, a UEFA anunciou a sua intenção de romper a prática de Propriedade de terceiros no futebol.